# Аудни Гюннарссон
Аудни Гюннарссон (исл. Árni Gunnarsson; 14 апреля 1940 — 1 июля 2022) — исландский журналист и политик. Работал журналистом в газете Alþýðublaðið, а затем комментатором новостей с 1959 по 1965 год. Также был журналистом и комментатором новостей в Ríkisútvarpið и Vísir с 1965 по 1976 год. Был репортёром Ríkisútvarpið, когда началось извержение на Хеймаэе в январе 1973 года, и позже написал книгу Eldgos í Eyjar. В 1978 году был избран членом альтинга от Северо-восточного региона от Социал-демократической партии, где он периодически заседал до 1991 года. Затем был председателем нижней палаты парламента в 1979 году и с 1989 по 1991 год.
Аудни родился в городе Исафьордюр в семье Гюннара Стефаунссона, представителя Государственного туристического агентства, и Аусты Ауднадоуттир, домохозяйки. Был женат на Хрефне Филиппюсдоуттир, от которой у него родились две дочери.